# Bussac-Forêt
Bussac-Forêt är en kommun i departementet Charente-Maritime i regionen Nouvelle-Aquitaine i västra Frankrike. Kommunen ligger  i kantonen Montlieu-la-Garde som ligger i arrondissementet Jonzac. År 2022 hade Bussac-Forêt 1 079 invånare.

## Befolkningsutveckling
Antalet invånare i kommunen Bussac-Forêt
Referens:INSEE